# Санта-Мария (Лагуш)
Санта-Мария (порт. Santa Maria) — район (фрегезия) в Португалии, входит в округ Фару. Является составной частью муниципалитета Лагуш. По старому административному делению входил в провинцию Алгарве (регион). Входит в экономико-статистический субрегион Алгарве, который входит в Алгарве. Население составляет 6440 человек на 2001 год. Занимает площадь 9,33 км².

## Достопримечательности
- Крепостные стены и башни Лагуша (Muralhas e torreões de Lagos)
- Женский монастырь кармелиток (Convento de Nossa Senhora do Carmo)
- Здание оружейной мастерской (Edifício Oficina do Espingardeiro)
- Форт мыса Бандейра (Forte da Ponta da Bandeira)
- Невольничий рынок (Mercado de Escravos) — первый в Европе невольничий рынок организованный в 1441 г. и расположенный в здании античной таможни.